# Carlos Nadal Gaya
Carlos Nadal Gaya, (Barcelona 28 de diciembre de 1923 - 27 de enero de 2010) fue un periodista español especialista en política internacional, profesor de relaciones internacionales, escritor y poeta. Publicó sus escritos en el diario La Vanguardia durante más de cincuenta años donde fue redactor jefe de Internacional y de Opinión y columnista en el espacio semanal Week-end Político Mundial. En los años 50 y 60 durante la dictadura franquista militó en el grupo de Periodistas Democráticos de Barcelona en defensa de la libertad de expresión.

## Biografía
Procedía de una familia de notables de Lérida que ha dejado huella en el mundo de la prensa y de la cultura. Era el pequeño de los Nadal. Su hermano Santiago Nadal, fue impulsor sección internacional del diario La Vanguardia,  hombre que durante la II Guerra Mundial jugó la carta aliada y democrática frente a la del Eje y que apostó por Juan de Borbón frente al régimen franquista y fue miembro de su Consejo Privado, lo que le valió una estancia en la cárcel, en 1944, por un artículo, titulado Verona y Argel, en el que, en clave internacional, denunciaba las depuraciones del Gobierno de Franco. Otro de sus hermanos, Eugenio, primer jefe de redacción de la revista Destino y que murió en plena juventud, dio su nombre al Premio Nadal, el más antiguo en lengua castellana.
Estudió primaria en los escolapios y terminada la guerra se Licenció en Filosofía y Letras en la especialidad de Románicas en la Universidad de Barcelona.
Frecuentó las tertulias del Ateneo Catalán con Carlos Barral, Alberto Oliart, Gil de Biedma o Antonio de Senillosa.

### Trayectoria profesional
Fue profesor de literatura -su soterrada vocación según algunos de sus amigos- en diversos centros públicos y privados y fue conservador del Museo Marés durante diez años.
Entre los años cincuenta y sesenta fue profesor de la Escuela de Periodismo de la Iglesia y formó parte del grupo clandestino de Periodistas Democráticos de Barcelona. También fue profesor de política internacional en la Facultad de Periodismo de la Universidad Autónoma de Barcelona.
Escribió su primer artículo en el diario La Vanguardia en 1956.
En 1969 fue nombrado redactor jefe de la sección de Internacional del periódico sucediendo a su hermano Santiago Nadal que durante tres décadas había ocupado el cargo. Posteriormente, al morir Santiago en 1974, el conde de Godó encargó personalmente a Carlos Nadal que ocupara el puesto de su hermano en el análisis semanal de política internacional que éste realizaba: el Week-end Político Mundial. Desde 1976 hasta dos días antes de su muerte, en enero de 2010 a causa de una enfermedad coronaria, publicó de manera ininterrumpida el artículo semanal. Su último texto fue sobre la catástrofe de Haití.
En 1981 fue nombrado redactor jefe de opinión del mismo periódico, responsabilidad que asumió, según periodistas que trabajaron con él, con un talante dialogante y respetuoso con las opiniones ajenas hasta su jubilación en 1995.
Durante toda su carrera profesional siguió compaginando su trabajo periodístico con la docencia como profesor de Relaciones Internacionales en la Facultad de Ciencias de la Comunicación de la Universidad Autónoma de Barcelona. 

### Obra poética
Alternando con su profesión escribió desde los años 60 poesía en catalán y relatos o prosa poética inéditos hasta su muerte. En 2011 se publicó el primer libro de poesía: Dietari a la vora del mar. Balades del riu perdut y en 2012  En voz baja: Poemas 1984 - 2009. En 2013 se publicó una selección de artículos escritos sobre política internacional escritos durante una década.

## Libros
- 1960 Leyendas Universales. Enciclopedias de Gassó
- 2011 Dietari a la vora del mar. Balades del riu perdut. Poemari. Pagès editors
- 2012 En voz baja: Poemas 1984 - 2009 de Carlos Nadal Gaya (Autor), José Corredor Matheos (Colaborador). Milenio Publicaciones
- 2013 El mundo después del 11-S: Diez años que interpretan los problemas actuales (2000-2010) de Carlos Nadal Gaya (Autor), Jaime Arias Zimerman (Colaborador), María Dolores MAsana Argüelles(Redactora), Óscar Astromujoff (Ilustrador).  Milenio Publicaciones

## Vida personal
Estaba casado con la también periodista y expresidenta de Reporteros sin Fronteras- España María Dolores Masana.

## Premios
- 2002 Premio Godó de Periodismo
- 2005 Premio Rodríguez Santamaría de la Asociación de la Prensa de Madrid
- 2008 Reconocimiento a la lucha en defensa de los Derechos Humanos del Instituto de Derechos Humanos de Cataluña.[3]